# クロッソソマ科
クロッソソマ科（クロッソソマか、Crossosomataceae）は双子葉植物の科で、アメリカ合衆国南西部からメキシコにかけての乾燥地に落葉低木10種ほどが分布し、Apacheria、Crossosoma、Glossopetalonの3属に分類される。花は単生で、4または5数性、雄蕊は多数あり、1-5心皮が離生する。果実は袋果。クロンキスト体系ではバラ目に分類されていたが、APG植物分類体系ではミツバウツギ科、キブシ科（従来はそれぞれ別系統とされていた）とともにクロッソソマ目に入れられている。